# Erythrodontium densum
Erythrodontium densum là một loài Rêu trong họ Entodontaceae. Loài này được (Hook.) Paris mô tả khoa học đầu tiên năm 1904.